# Миа Мелано
Миа Мелано (англ. Mia Melano; род. 2 мая 2000 года в Сиэтле, Вашингтон, США) — бывшая американская порноактриса.

## Карьера
До начала карьеры в порноиндустрии Мелано работала официанткой в элитном ресторане своего родного города. Летом 2018 года заинтересовалась съёмками в порно после просмотра некоторых работ Грега Лански, французского предпринимателя и основателя компании Vixen Media Group (VMG). После переписки с Лански заключает контракт с агентством талантов Motley Models Дэйва Рока, а затем эксклюзивный контракт с Vixen Media Group. Дебютная сцена под названием High Life, в которой партнёром Мелано выступил Мик Блу, была выпущена в начале августа 2018 года на сайте студии Vixen. Спустя месяц снялась для студии Blacked в своей первой сцене межрасового секса. В дальнейшем принимала участие в съёмках сцен не только для Vixen и Blacked, но также для Blacked Raw и Deeper.
В апреле 2019 года избрана Ангелом Vixen. 12 октября 2019 года, спустя год после начала карьеры, Мелано через аккаунт на YouTube объявила о своём уходе из порноиндустрии. Её карьеру отмечали, в частности, гонконгская ежедневная газета Oriental Daily News и турецкая спортивная газета Fotospor.
В апреле 2020 года вместе с Ангелами Vixen Арианой Мари, Мией Малковой, Айви Вульф, Эми Майли, Вики Чейз и другими актрисами появилась в роли камео в музыкальном видеоклипе на песню «Still Be Friends», совместного проекта Vixen Media Group и рэпера G-Eazy. В конце января 2021 года все участницы видеоклипа, включая Мелано, были удостоены премии AVN Awards в категории «Мейнстрим-предприятие года».
По данным сайта Internet Adult Film Database на март 2025 года, снялась в общей сложности в десяти порносценах и девяти фильмах.

## Награды и номинации
| Год  | Награда          | Результат | Категория | Фильм                                             |
| ---- | ---------------- | --------- | --- | ------------------------------------------------- |
| 2019 | Fleshbot Award   | Номинация | Лучшая задница | н/д                                               |
| 2019 | NightMoves Award | Номинация | Лучшая новая старлетка | н/д                                               |
| 2020 | AVN Award        | Номинация | Награда поклонников: самые впечатляющие сиськи | н/д                                               |
| 2020 | XBIZ Award       | Номинация | Лучшая сцена секса — только секс (вместе с Робом Пайпером) | Blacked Raw V17                                   |
| 2021 | AVN Award        | Победа    | Мейнстрим-предприятие года (вместе с Айви Вульф, Алиной Лопес, Арианой Мари, Вики Чейз, Габби Картер, Кирой Нуар, Мией Малковой, Нией Наччи, Серай Минкс, Сесилией Лайон, Скарлит Скандал, Скин Даймонд, Эйвери Кристи, Эми Майли и Эмили Уиллис) | Still Be Friends/Moana (музыкальные видео G-Eazy) |

## Фильмография
- 2019 — Blacked Raw V17[15]
- 2019 — Interracial Icon 13[16]
- 2019 — My First Interracial 13[17]
- 2019 — Relentless[18]
- 2019 — Young & Beautiful 7[19]
- 2019 — Young & Beautiful 8[20]
- 2020 — Young Fantasies 5[21]
- 2021 — Natural Beauties 14
- 2024 — Explicit Acts 4[22]